# Vân An, Chi Lăng
Vân An là một xã thuộc huyện Chi Lăng, tỉnh Lạng Sơn, Việt Nam.
Xã Vân An có diện tích 32,11 km², dân số năm 1999 là 3.569 người, mật độ dân số đạt 111 người/km².
Theo thống kê năm 2019, xã Vân An có diện tích 32,11 km², dân số là 3.661 người, mật độ dân số đạt 114 người/km².